# 사이먼 도미닉
사이먼 도미닉(영어: Simon Dominic, 본명: 정기석, 1984년 3월 9일 ~ )은 대한민국의 래퍼이다.

## 학력
- 구서초등학교 (1990년 3월 ~ 1996년 2월 졸업)
- 장전중학교 (1996년 3월 ~ 1999년 2월 졸업)
- 남산고등학교 (졸업)
- 경주대학교 호텔경영학과 (학사)

## 생애
- 사이먼 도미닉(정기석)은 1984년 3월 9일 대한민국 부산광역시 금정구 구서동에서 2남 중 장남으로 태어났다.
- 1997년 처음 랩을 시작한 건 중학교 2학년 때라고 한다.[1]
- 음악 잡지에서 힙합 컴필레이션 앨범 소개하는 기사를 보고 음반을 사고 힙합을 좋아하게 되었다고 한다.
- 사이먼 도미닉이라는 이름은 《데몰리션 맨》에서 웨슬리 스나이프스가 연기한 사이먼 피닉스 역할을 좋아해서 사이먼을 따오고, 세례명인 도미니코를 영어식으로 발음한 도미닉으로 변형해서 결합한 이름이라고 한다.
- 닉네임이 짧으면 기억하기 쉽기에 예능 프로그램 등에서는 쌈디라는 언더그라운드 시절의 애칭을 사용하고 메이저 음반에서도 Simon D (사이먼 디) 라고 표기할 때가 많다.

- 그는 K-OUTA (케이우타) 라는 이름으로 언더 활동을 하기 시작하였다.
- 2007년, 《Lonely Night》을 발표하였다.
- 이후 지기 펠라즈의 멤버가 되어 활동하였다.
- 2007년 6월 경, 열린 힙합 뮤지컬 《B-Show》에서부터 이센스를 만나 슈프림팀을 결성하였고, 지기 펠라즈를 통해 공식화하였다.
- 각종 음반에 참여하다 지기 펠라즈에서 탈퇴하였다.

- 2014년 1월 31일에 아메바 컬쳐와의 계약 만료로 인해 아메바 컬쳐를 떠난 후, 같은 해 3월에는 박재범이 이끄는 레이블 AOMG로 이적하여 공동 대표를 맡았다.

- 하지만 2018년 7월 25일, ‘Me No Jay Park’ 싱글 앨범과 함께 AOMG 공동 대표직을 사임하였다.

## 음반

### 솔로
- 2007년 11월 4일 - 데뷔 싱글 "Lonely Night" (8°C Boyz 프로듀싱)
- 2008년 6월 4일 - 믹스테잎 I Just Wanna Rhyme Vol.1
- 2011년 9월 5일 - "히어로" (디지털 싱글)
- 2011년 9월 21일 - "Stay Cool" (디지털 싱글)
- 2011년 10월 7일 - 1집 Simon Dominic Presents 'SNL LEAGUE BEGINS'
- 2012년 3월 30일 - "여섯시 반" (디지털 싱글), (레이디 제인과 합동)
- 2015년 8월 12일 - Simon Dominic (사이먼 도미닉) (디지털 싱글)
- 2015년 8월 21일 - 1집 ₩ & Only (미니 앨범)
- 2018년 5월 1일 - "뒤집어버려" (디지털 싱글), (그레이, 박재범, 로꼬와 합동)
- 2018년 6월 15일 - 2집 DARKROOM
- 2018년 7월 25일 - Me No Jay Park (디지털 싱글)
- 2018년 10월 30일 - "왈" (디지털 싱글)
- 2019년 8월 14일 - "DAx4" (디지털 싱글)
- 2019년 8월 21일 - "Make Her Dance" (디지털 싱글)
- 2019년 9월 3일 - "화기엄금" (EP 앨범)
- 2021년 3월 9일 - "Party Forever" (디지털 싱글)
- 2021년 4월 9일 - "밤이 되면" (디지털 싱글), (로꼬와 합동)
- 2021년 5월 15일 - "RUN AWAY" (모범택시 OST Part.5)
- 2021년 11월 26일 - "WIN" (더솔져스 X 사이먼 도미닉)
- 2022년 9월 19일 - "TTFU" (디지털 싱글), (우원재, 쿠기, 로꼬와 합동)

### 슈프림팀
- 2009년 4월 21일 - BlueBrand PART 2 〈말 좀 해줘〉
- 2009년 7월 13일 - EP Supreme Team Guide to Excellent Adventure
- 2010년 3월 18일 - 정규 1집 Supremier
- 2010년 6월 3일 - 정규 1집 Repackage Spin Off
- 2010년 6월 24일 - 2집 블루브랜드 Trauma Part 2 〈너 때문이야〉
- 2010년 9월 6일 - 싱글 왜
- 2010년 10월 1일 - EP Ames Room
- 2010년 10월 15일 - 싱글 신승훈 20th Anniversary With 슈프림팀 Vol. 2
- 2011년 1월 4일 - 아테나 : 전쟁의 여신 OST Get Ready
- 2011년 4월 15일 - 싱글 Hommage to Quincy Jones
- 2013년 3월 19일 - 싱글 Thanks 4 The Wait

### 참여곡
- 이센스 - New Blood, Rapper Vol.1 - 〈피똥〉, 〈한국에서〉
- 아키버드 - Lady Jane
- 어드스피치 - Elements Combined - "A Legend"
- 마일드 비츠 - Loaded - "W.M.W", "Against"
- 케슬로 - Street Level Vol.1 - "Victim of Steam"
- I.F - More Than Music - "Hip Hop For Respect"
- DJ Schedule 1 - Fight 4 Right - "Rit It Bitch"
- 랍티미스트 - 22 Channels - "The Triumph"
- 지기 펠라즈 - Xclusive - "Night Riders(밤을 걷는 소리꾼)"
- 딥플로우 - Vismajor - "Seoul State Of Mind", "Meridian Sun"
- JA(aka J.Clacci) - Beat CD Bootleg, JA01 - "Romantic Sense"
- 다이나믹 듀오 - 〈동전 한 닢 리믹스〉
- 다이나믹 듀오 - Ballad for Fallen Soul Part.1 - "Beyond the Wall", 〈잔소리〉
- 아웃사이더 - Soliloquist - "Hyper Soar"
- 프라이머리 스코어 - First Step - "City Soul", "Beautiful Struggle"
- 터보 & 김종국 - 《2007 회상》
- 더 콰이엇 - The Real Me - "Give it to H.E.R."
- 에픽하이 - 魂: Map the Soul - "8 by 8, Part 2"
- 다이나믹 듀오 - Band of Dynamic Brothers - "월광증"
- 랍티미스트 - Mind-Expander - "Amnesia"
- Alex - Miss. Understand
- 뉴올 - The Mission - "I Won't Give Up"
- 프라이머리 스쿨 - Daily Apartment - "잔치피플"
- 스윙스 - #1 - "추파춥스"
- 마이노스 - Ugly Talkin' - "Ugly Talkin'", "Bite A Fake"
- 바스코 - 《덤벼라 세상아》 - "Upgrade 2K7"
- 부가 킹즈 - The Menu - "Diet /Die-Et/'
- 피기돌스 - 사랑이 뭐길래 - "사랑이 뭐길래"
- 박재범 - 메트로놈(Metronome) - "메트로놈(Metronome)"
- 크러쉬 - Crush On You - "Give It To Me"
- Primary - Primary And The Messengers LP - "입장정리"
- 브라운 아이드 소울 영준 - 꽃보다 그대가 - "꽃보다 그대가"
- 에일리 - Invitation - "Shut Up"
- 다이나믹 듀오 - DIGILOG 2/2 - "오해 (Misunderstood)"
- 토니 안 - Thank U - "Thank U"
- 케이윌 - 기가 차 - "기가 차"
- ICON - Icontact - "Luv Hiphop"
- 박재범 - EVOLUTION - "미친놈 (SUCCESS CRAZED)"
- Huckleberry P - Man In Black - "History Is Made At Night"
- 제이통 - 모히칸과 맨발 - "혼란속의 형제들"
- 허각 - DAY N NIGHT - "DAY N NIGHT"
- 투 유 프로젝트 슈가맨 Part 23 - "넌 언제나"
- 복면가왕 25회 - "텔레파시"
- 티파니 - Heartbreak Hotel - "Heartbreak Hotel"
- 엘로 - 8 Femmes - "Angel"
- 박재범, 기린 - Baddest Nice Guys - "Baddest Nice Guys"
- 우원재 - SS (Feat. 사이먼 도미닉 & 후디) (Prod. By KHYO) (디지털 싱글)
- Dumbfounded - 형 (Hyung) - "형 (Hyung)"
- Sik-K - H.A.L.F (Have A Little Fun) - "아주 조금 (A lil bit)"
- WELL - WELL - "6 o'clock"
- Heize - She's Fine - "Dispatch"
- 염따 - Amanda - "Amanda"
- 짱유 - 파도 - "Brrrrrrr"
- ph-1 - X - "OKAY"
- 강다니엘 - MAGENTA - "Waves"
- 기린 - THE TOWN - "Fantasy"
- 강승윤 - PAGE - "안 봐도"

## 출연작

### 방송
- MBC 《뜨거운 형제들》
- KBS2 《스쿨 버라이어티 백점만점》
- KBS2 《백점만점 전국 아이돌 체전》
- SBS 《재미있는 퀴즈클럽》 MC (파일럿)
- SBS 《달콤한 고향 나들이, 달고나》 고정 게스트
- SBS 《강심장》 - 게스트 (33회, 34회)
- SBS 《런닝맨》 - 게스트 (59회, 132회)
- KBS2 《밤샘 버라이어티 야행성》 - 게스트 (18회)
- KBS2 《해피버스데이》
- KBS2 《스타패밀리 우리 엄마 최고》
- MBC 《놀러와》 - 게스트 (295회, 309회)
- tvN 《네버랜드》 - 게스트
- MBC 《아나운서 공개채용 신입사원》
- KBS2 《해피투게더 3》 - 게스트 (156회, 193회)
- KBS2 《1 대 100》 - 1인으로 출연 (224회)
- KBS2 《시크릿》 - 게스트
- Mnet 《윤도현의 MUST》
- MBC 《나는 트로트 가수다》
- Mnet 《볼륨텐》 진행
- KBS2 《불후의 명곡 - 전설을 노래하다》 - 게스트
- O'live 《MAPS》
- MBC 《미스터리 음악쇼 복면가왕》 - 패션피플 허수아비
- tvN 《수요미식회》 게스트 (36회)
- JTBC 《투유 프로젝트 - 슈가맨》 게스트 - With 그레이, 후디, 장미여관
- Mnet 《Show Me The Money 5》
- tvN 《리틀빅 히어로》 내레이션
- JTBC 《한끼줍쇼》 게스트 - 박재범과 공동 출연 (96회)
- MBC 《나 혼자 산다》
- Mnet 《Show Me The Money 777》 - 루피 Winning + NoNo 피쳐링 (9회)
- MBN 《Signhere》
- Mnet 《Show Me The Money 9》 - 스윙스 악역 피쳐링 (9회), 머쉬베놈 가다 피쳐링 (10회)
- Mnet  《고등래퍼 4》
- MBC  《놀면 뭐하니?》 - 게스트 (35회, 36회, 40회, 44회, 45회, 149회) / MSG워너비 멤버
- KBS2 《컴백홈》 게스트 - 그레이와 동반 출연 (7회)
- TVING 《환승연애》 MC
- JTBC 《아는 형님》 게스트 - 이하이, 그레이, 코드 쿤스트와 동반 출연 (298회)
- MBC 《더 마스크드 탤런트》
- tvN 《집콘LIVE》
- SBS 《꼬리에 꼬리를 무는 그날 이야기》 게스트 - 치타와 동반 출연 (정규 7회)
- TVING 《환승연애 2》 MC
- JTBC 《K-909》
- SBS 《미운 우리 새끼》 - 게스트 (314회)
- MBC 《태어난 김에 세계일주》 - 고정 출연 (시즌1 ~ 시즌3)
- TVING 《환승연애 3》 MC
- TVING 《환승연애 4》 MC

### 드라마
| 연도 | 방송사 | 제목     | 역할 | 비고      |
| ---- | ------ | -------- | ---- | --------- |
| 2012 | MBC    | 스탠바이 | 쌈디 |           |
| 2016 | tvN    | 안투라지 |      | 특별 출연 |

### 기타
- 2012 SBS 가요대전 (With 에픽하이, 다이나믹 듀오)

### CF
- 농심 프링글스
- 현대자동차 i30 (목소리 출연)
- 유니클로 (포스터 모델)
- 알바몬
- 닛산 더 뉴 엑스트레일 (홍보대사)
- 오뚜기 컵밥
- 츄파츕스
- 칼비빔면
- 야놀자
- 마플샵
- LG U+
- 야놀자 (이하이와 목소리 출연)
- 아이더 (aespa 출연한 광고에 목소리 출연)
- 배스킨라빈스 31 (정채온과 동반 출연)

## 수상 및 후보
| 연도 | 시상식                        | 부문                        | 작품          | 결과 |
| ---- | ----------------------------- | --------------------------- | ------------- | ---- |
| 2010 | MBC 방송연예대상              | 버라이어티 부문 남자 신인상 | 뜨거운 형제들 | 수상 |
| 2011 | 제7회 엠넷 아시안 뮤직 어워드 | 베스트 힙합 & 어반 뮤직     | 짠해          | 후보 |
| 2018 | KPMA                          | 힙합상                      |               | 수상 |